# Governo Gerdžikov
Il Governo Gerdžikov è stato il 95º esecutivo della Bulgaria, rimasto in carica 3 mesi e 7 giorni dal 27 gennaio al 4 maggio 2017. 
Si formò ad interim per risolvere una crisi di governo che si protraeva da oltre due mesi, innescata dalla sconfitta a sorpresa del candidato di centrodestra alle presidenziali 2016. La vittoria schiacciante del candidato di centrosinistra Rumen Radev, infatti, provocò le dimissioni del primo ministro Bojko Borisov il 16 novembre. 
Entrato in carica il 22 gennaio, Radev sciolse l'Assemblea nazionale con un anno d'anticipo rispetto alla scadenza naturale della legislatura, e incaricò Ognjan Gerdžikov di formare un governo per guidare il paese a nuove elezioni. Esse videro la vittoria del partito GERB dell'ex primo ministro, e il 4 maggio, dopo oltre un mese di trattative, le forze politiche diedero vita al Governo Borisov III.

## Situazione parlamentare
| Camera              | Collocazione | Partiti | Seggi     |
| ------------------- | ------------ | --- | --------- |
| Assemblea nazionale | Concordi     | CDS - DPS (38), Coalizione per la Bulgaria (39), Blocco Riformatore (23), Alternativa per la Rinascita Bulgara (11), Bulgaria senza Censura (15) | 126 / 240 |
| Assemblea nazionale | Discordi     | GERB (84), Unione Nazionale Attacco (11), Fronte Patriottico (19)                                                                                | 114 / 240 |

NOTA: La situazione parlamentare qui esposta rappresenta la posizione di concordanza o discordanza con l'esecutivo. Difatti, essendo stato quest’ultimo ad interim, secondo la Costituzione della Bulgaria, non ha avuto bisogno di essere supportato esplicitamente da una maggioranza e tutti i progetti sono generalmente attuati con l’occasionale consenso dei partiti.

## Composizione
Movimento Nazionale per la Stabilità e il Progresso 
     Indipendenti
     Partito Socialista Bulgaro (BSP)
     Partito Riformatore
| Carica                                                                                        | Titolare | Titolare | Titolare         | Partito                                             |
| --------------------------------------------------------------------------------------------- | -------- | -------- | ---------------- | --------------------------------------------------- |
| Primo ministro                                                                                |          |          | Ognjan Gerdžikov | Movimento Nazionale per la Stabilità e il Progresso |
| Vice primo ministro per le Politiche Sociali e Ministro della Sanità                          |          |          | Ilko Semerdžiev  | Indipendenti                                        |
| Vice primo ministro per l'Ordine Interno e il Ministro della Sicurezza e della Difesa         |          |          | Stefan Janev     | Indipendente                                        |
| Vice primo ministro per i Fondi Ue                                                            |          |          | Malina Krumova   | Indipendenti                                        |
| Vice primo ministro per i preparativi della presidenza bulgara del Consiglio dell'UE nel 2018 |          |          | Denica Zlateva   | Partito Socialista Bulgaro                          |
| Finanze                                                                                       |          |          | Kiril Ananiev    | Partito Riformatore                                 |
| Interno                                                                                       |          |          | Plamen Uzunov    | Indipendenti                                        |
| Ministero degli Esteri                                                                        |          |          | Radi Najdenov    | Indipendenti                                        |
| Lavoro e politica sociale                                                                     |          |          | Gălăb Donev      |                                                     |
| Giustizia                                                                                     |          |          | Marija Pavlova   | Indipendenti                                        |
| Ministro dello sviluppo regionale                                                             |          |          | Spas Popnikolov  | Indipendenti                                        |
| Ministro dell'Economia                                                                        |          |          | Teodor Sedlarski | Indipendenti                                        |
| Ministro dell'Energia                                                                         |          |          | Nikolaj Pavlov   | Indipendenti                                        |
| Ministro dell'Ambiente e dell'Acqua                                                           |          |          | Irina Kostova    | Indipendenti                                        |
| Ministro dell'agricoltura e dell'alimentazione                                                |          |          | Hristo Bozukov   | Indipendenti                                        |
| Ministro dei trasporti, delle tecnologie dell'informazione e delle comunicazioni              |          |          | Hristo Aleksiev  | Indipendenti                                        |
| Ministro dell'Istruzione                                                                      |          |          | Nikolaj Denkov   |                                                     |
| Ministro della Cultura                                                                        |          |          | Raško Mladenov   | Indipendenti                                        |
| Ministro del Turismo                                                                          |          |          | Stela Baltova    | Indipendenti                                        |
| Ministro della Gioventù e dello Sport Daniela Dasheva                                         |          |          | Daniela Daševa   | Indipendenti                                        |